# کتی لی جیفورد
کتی لی جیفورد (انگلیسی: Kathie Lee Gifford؛ زادهٔ ۱۶ اوت ۱۹۵۳) بازیگر، روزنامه‌نگار، خوانندهٔ مؤلف، صداپیشه، مجری تلویزیون، آهنگساز، خواننده و بازیگر تلویزیون اهل ایالات متحده آمریکا است. وی از سال ۱۹۷۰ میلادی تاکنون مشغول فعالیت بوده‌است.
از فیلم‌ها یا برنامه‌های تلویزیونی که وی در آن نقش داشته‌است می‌توان به زندگی سوئیت روی عرشه، دادلی دو-رایت اشاره کرد.